# Пол Атреидски
Пол Орест Атреидски е измислен герой от романа „Дюн“ на Франк Хърбърт. С развитието на сюжета, Пол приема името, дадено му от Свободните Муад'Диб и името Усул, дадено му от сийча.
 Внимание:  Текстът по-долу разкрива сюжета на произведението (или части от него)!

## В романите

### Дюн
Пол Атреиддски е син на дук Лито Атреиди I и Джесика Атреиди и е наследник на династия Атреиди, аристократично семейство, което управлява планетата Каладън. Джесика е Бин Джезъритка и е важна фигура в Бин Джезъритската родословна програма. Според тази програма, тя трябва да роди дъщеря, което да се ожени за Фейд-Рота, племенника на Барон Харконен. Обаче Джесика се влюбва в Лито и му ражда син.
Въпреки че Пол е момче, той получава бин-джезуритско образование, което му дава няколко привилегии, като контрол над метаболизма, изострени сетива и познания по бойни изкуства. За бой с оръжия го обучават Гърни Халик и Дънкан Айдахо, а ментатско обучение получава от Туфир Хауът.
Когато Пол е на 15 години, семейството му трябва да напусне Каладън и да управлява пустинната планета Аракис (по-известна като Дюн). Те подозират, че това е капан, но приемат предложението, защото така могат да увеличат властта си. На Дюн семейството е предадено от техния Сук доктор, Уелингтън Юи. Той изключва щитовете на замъка, което позволява на имперските войници, сардукари, облечени в харконски униформи, да пленят дук Лито и Туфир Хауът и да убият повечето от атреидската армия. С помощта на доктор Юи, Пол и Джесика успяват да избягат в пустинята при свободните хора, които виждат в Пол Лизан-ал-Гаиб, Махди, пророк, който ще донесе със себе си промяна на планетата. Пол и майка му се скриват в сийч Табър, ръководен от наиб Стилгар. Пол и майка му започват да обучават свободните хора да се бият в ръкопашен бой и с оръжия, като по този начин създават армия. Пол и Чани, дъщерята на Лайът-Кайнс, се влюбват един в друг. Пол отново среща Гърни Халик, който е успял да избяга с контрабандистите след харконското нападение. Докато е в пустинята, Пол Муад' Диб пие от „водата на живота“. Той едва оцелява, а това изпитание му дава познание за предшествениците му; това доказва, че той е Куизъц Хадерах.
Няколко години по-късно Пол напада Харконите и имперските войски с армията си от свободни хора, като язди големите пясъчни червеи. Нападението е успешно и Пол иска аудиенция с император Шедъм Корино IV. Той заплашва да унищожи подправката, действие, което ще направи придвижването между планетите невъзможно и на практика ще унищожи цивилизацията. За да запази подправката, той иска ръката на имперската дъщеря Ирулан, както и абдикацията на императора. Тези действия превръщат Пол в император. Притискан от Космическото сдружение, Императорът приема условията.

### Месията на Дюн
В Месията на Дюн, Пол вече 12 години е император. Неговият джихад е погубил 60 милиарда души из цялата позната вселена, но според неговите пророчески видения, тази съдба е далеч по-добра, отколкото той самият е предрекъл.
Свободните започват да заговорничат срещу Пол, като целта им е императорът да бъде убит с помощта на Скалорез. Опитът е неуспешен, но от Скалореза Пол загубва очите си. Въпреки че е сляп, Пол продължава да вижда благодарение на пророчествата си. По-късно Чани умира при раждането на близнаци: момче, Лито II и момиче, Ганима (означава „боен трофей“). Прави се друг опит за покушение от Бин Тлейлакс, Бин Джезърит и Космическото сдружение, като този път се използва гола (съживен клонинг) на приятеля и учител на Пол Дънкан Айдахо. Опитът обаче е неуспешен, но помага на голата да си върне предишната памет. Тлейлаксианецът Сцитал предлага Чани да бъде възкресена като гола, като ѝ бъде възстановена паметта, като в замяна на това Пол трябва да се откаже от престола. Вместо това Пол поръчва на Дънкан да убие Сцитал.
В края на романа Месията на Дюн Пол напуска свободните, за да се отправи към откритата пустиня. Той оставя децата си на грижата на свободните, а империята оставя на Алая, да я управлява като регент.

### Децата на Дюн
В Децата на Дюн загадъчна фигура, наречена Проповедника се завръща от пустинята и започва да проповядва сред народа на Аракийн. В началото съществуват подозрения, че това е Пол, които подозрения се потвърждават. По-късно той е убит от един от свещениците на сестра си. При срещата в пустинята Пол казва на сина си, че се е надявал, че синът му ще се наслаждава на живота си, вместо да направи крачките, необходими за спиране на човешкото унищожение, но синът му решава другояче.
Неговият син Лито е главен герой в романите Децата на Дюн и Бог-Император на Дюн.

## Във филмовите адаптации
Във филмите ролята на Пол се играе от Кайл Маклоклън, във филмовата адаптация на Дейвид Линч Дюн от 1984 година и от Алек Нюман в телевизионните серии Дюн и в продължението. И в двата филма Пол е представен по-възрастен, отколкото го описва Хърбърт; в началото на романа той е на 15 и е дребничък за възрастта си.